# 张松林
张松林（1963年11月—），男性，中国共产党党员，河南唐河人，河南政治人物。

## 生平
1982年7月，毕业于南阳师范专科学校化学系，之后供职于河南第二印染厂。1986年1月，担任共青团三门峡市委副书记。1986年3月加入中国共产党。1988年12月，担任共青团三门峡市湖滨区委任代理书记。1989年10月转正。1992年5月，进入三门峡市委组织部工作。2004年，担任三门峡市体育局局长。2007年6月，担任义马市委副书记、市长。2010年7月，升任中共义马市委书记。2012年10月，担任渑池县委书记。2013年11月，担任河南省人民政府移民工作领导小组办公室副主任。2015年4月，担任三门峡市人大常委会副主任。2021年12月25日，政协三门峡市第七届委员会第六次会议选举他出任市政协副主席。